# Opius alticlypeatus
Opius alticlypeatus är en stekelart som beskrevs av Fischer 1965. Opius alticlypeatus ingår i släktet Opius och familjen bracksteklar. Inga underarter finns listade i Catalogue of Life.